# Nerocila cuspidata
Nerocila cuspidata är en kräftdjursart som beskrevs av Costa 1851. Nerocila cuspidata ingår i släktet Nerocila och familjen Cymothoidae. Inga underarter finns listade i Catalogue of Life.